# Borolia citrinotata
Borolia citrinotata är en fjärilsart som beskrevs av George Francis Hampson 1905. Borolia citrinotata ingår i släktet Borolia och familjen nattflyn. Inga underarter finns listade i Catalogue of Life.